# Кралство на вандали и алани
Кралството на вандали и алани, или както е по-познато само като Вандалското кралство, е историческа държава в Северна Африка на германското племе вандали и съюзените с тях алани.

## История
Съществувало е от 429 до 534 г. на територията на бившата римска провинция Африка и е обхващало днешните земи на Тунис, крайбрежни части от Алжир и Либия, както и островите Сардиния и Корсика, т.е. предходните земи на картагенската пуническа конфедерация.
През 429 г. вандалите съвместно с аланите завладяват територия в Северна Африка около бившия Картаген, а през 435 г. получават статут на федерати от императора на запада. През 439 г. завладяват Римски Картаген и той става тяхна столица.
Начело с Гейзерик вандалите нахлуват в римската провинция Италия и разграбват Рим през 455 г., с което остават в историята с термина вандализъм.
Вандалското кралство е разгромено от Византия през 533 – 534 г. във Вандалската война.
След разгрома на кралството по-голямата част от нахлулите в Западната Римска империя под хунски натиск вандали и алани остават на Иберийския полуостров, Галия и Италия. Смесват се с местното население след падането на Западната Римската империя и участват във формирането на днешните испанска, френска и италианска нации. Също така част от вандалите и аланите остават в района на Магреб.